# Lodi (Ohio)
Lodi es una villa ubicada en el condado de Medina en el estado estadounidense de Ohio. En el Censo de 2010 tenía una población de 2746 habitantes y una densidad poblacional de 470,38 personas por km².

## Geografía
Lodi se encuentra ubicada en las coordenadas 41°2′20″N 82°0′35″O / 41.03889, -82.00972. Según la Oficina del Censo de los Estados Unidos, Lodi tiene una superficie total de 5.84 km², de la cual 5.82 km² corresponden a tierra firme y (0.35%) 0.02 km² es agua.

## Demografía
Según el censo de 2010, había 2746 personas residiendo en Lodi. La densidad de población era de 470,38 hab./km². De los 2746 habitantes, Lodi estaba compuesto por el 98.14% blancos, el 0.36% eran afroamericanos, el 0.15% eran amerindios, el 0.22% eran asiáticos, el 0.04% eran isleños del Pacífico, el 0.11% eran de otras razas y el 0.98% pertenecían a dos o más razas. Del total de la población el 1.06% eran hispanos o latinos de cualquier raza.